# Carhartt
Carhartt er et tøjmærke, som blev grundlagt af Hamilton Carhartt i USA i 1889. Carhartt er familieejet, og hovedkvarteret er placeret i Dearborn, Michigan. Carhartt designer og producerer arbejdstøj, primært i 100% bomuld i den slidstærke duck kvalitet. Produktlinjen består af jakker, bukser, overalls mm., og der designes i dag også arbejdstøj særligt tilpasset nordeuropæiske håndværkeres behov.
I 1994 blev en ny linje af Carhartt brandet grundlagt i form af Carhartt Work in Progress (WIP) for at distribuere produkterne ud i Europa. Carhartt WIP er især populært i Europa og Japan. Til forskel fra det traditionelle Carhartt Workwear, er denne linje i højere grad modetøj, som er populært indenfor skating- og streetkulturen. Carhartt er et registreret varemærke og WIP (work in progress) har været en væsentlig del af brandets udbredelse internationalt. Det første eksklusive produkt af WIP for Europa kom i 1997 og Carhartt har nu to butikker i København.
Carhartt Workwear arbejdstøj forhandles i danske byggemarkeder og butikker med arbejdstøj, og distribueres i Danmark af Feiber Distribution. 
Under redningsaktionen efter angrebet på World Trade Center d. 11/9 2001, donerede Carhartt flere tusinde overalls til redningsgruppen, som de anvendte under redningsaktionen.

## Reference
1. ↑  Carhartt's officielle danske hjemmeside

| Firma | Spire Denne artikel om et firma eller en virksomhed i USA er en spire som bør udbygges. Du er velkommen til at hjælpe Wikipedia ved at udvide den. |